# テコフィレア科
テコフィレア科、テコフィラエア科（テコフィレアか、学：Tecophilaeaceae）は、単子葉植物の科の1つ。本科の植物は、アフリカ、南アメリカ西部、北アメリカ西部に自生している。

## 下位分類
9属約30種が認められている。
- ウォーレリア属
- エレミオリリオン属
- オドントストマム属
- コナンテラ属
- カブヤ属
- シアナストルム属
- シアネラ属
- ゼフィラ属
- テコフィレア属